# Luis Alén Lascano
Luis Celestino Alén Lascano (Santiago del Estero, 10 de octubre de 1930 - 25 de septiembre de 2010) fue un historiador argentino, que publicó gran cantidad de trabajos sobre la historia de la provincia de Santiago del Estero, así como sobre la historia de la Historia Argentina en general.

## Biografía
De formación autodidacta, comenzó su carrera como periodista muy joven, pero por mérito propio llegó a ser nombrado profesor en varios colegios secundarios y más tarde en la Universidad Nacional de Santiago del Estero. Formó parte del Instituto de Investigaciones Históricas Juan Manuel de Rosas, de la Academia Nacional de la Historia de la República Argentina y de la Instituto Nacional Sanmartiniano.
Partidario de la agrupación FORJA, a diferencia de sus miembros más notables no se unió al peronismo sino que fue candidato a diputado nacional por la Unión Cívica Radical en 1954 y 1958. Fue miembro de la Convención Nacional Constituyente en 1957 y diputado provincial durante el período 1963-1966.
En su rescate de la historia santiagueña, en la que incluyó al caudillo Juan Felipe Ibarra, denostado hasta entonces por toda la historiografía, incluso la santiagueña, compartió su trabajo en varias oportunidades con otros historiadores notables como Orestes Di Lullo o Alfredo Gargaro. Su libroHistoria de Santiago del Estero, editada en 1992, es generalizadamente reconocida como una fuente ineludible de consulta sobre la historia de esa provincia.
También pasó por la televisión, conduciendo el primer programa emitido desde Santiago del Estero para todo el país a través de Canal 7, denominado Hablemos de folklore.

## Obra escrita
- Pueyrredón, el mensajero de un destino (1951)
- Ricardo Rojas (1958)
- Hispanoamérica en el pensamiento de Irigoyen (1959)
- Imperialismo y comercio libre (1963)
- Juan Felipe Ibarra y el federalismo del norte (1968)
- Pablo Lascano, un precursor de la literatura regional (1969)
- El obraje (1972)
- Andrés Chazarreta y el folclore (1972)
- Homerio Manzi, poesía y política (1974)
- Dependencia y liberación en los orígenes argentinos (1974)
- La Argentina ilusionada (1922-1930) (1975)
- Ricardo Rojas y el país de la selva (1982)
- Yrigoyenismo y antipersonalismo (1986)
- Historia de Santiago del Estero (1992)
- Santiago del Estero, recorrido por una ciudad histórica (en colaboración, 1995)
- Rosas, el gran americano (1997)
- La narrativa histórica de Santiago del Estero (1998)
- Manuel Gómez Carrillo y Santiago del Estero (2004)
- Semblanza de la vida del doctor Francisco López Bustos (2005)
- Orígenes de Santiago del Estero (2006)
- Folclore santiagueño, estudios y antología (en colaboración, 2007)

También publicó varios artículos en varias revistas, entre ellas la revista Todo es Historia, en la que publicó:
- Juan Felipe Ibarra, caudillo y fundador, Nro. 36 (1970)
- Manuel José García, un perfecto caballero británico, Nro. 40 (1970)
- Los Taboada, Nro. 47 (1971)
- Artigas, héroe argentino, Nro. 80 (1974)
- Ricardo Rojas, el hogar paterno Nro. 259 (1989)